# League1 Ontario
La League1 Ontario (L1O) è un campionato semi-professionistico creato nel 2013 e gestito dalla Ontario Soccer Association. Il campionato occupa il terzo livello nella piramide calcistica canadese insieme alla Première Ligue de Soccer du Québec.

## Storia
La League1 Ontario è stata fondata il 15 novembre 2013 dalla Ontario Soccer Association (OSA), e sarebbe iniziata nel 2014. Il campionato probabilmente sarà amministrato dalla DG Sports, che opera anche del campionato dilettantistico della Ontario Soccer League.
L'8 aprile 2014 sono state annunciate le squadre che parteciperanno alla edizione inaugurale, mentre il campionato è iniziato a maggio dello stesso anno. Le dieci squadre che partecipano al campionato sono: ANB Futbol, Durham Power FC, Internacional de Toronto, Kingston Cataraqui Clippers, Master's Futbol, Sigma FC, Toronto II, Vaughan Azzurri, Windsor TFC e Woodbridge Strikers.
Il 22 luglio 2014 la Ontario Soccer Association ha annunciato la cessazione dell'Internacional de Toronto, a causa di "incapacità di rispettare gli standard concordati dalla lega". Le partite di campionato della stagione sono state dunque riprogrammate per accogliere il cambiamento.
Il 25 gennaio 2022, la League1 Ontario ha annunciato un'importante ristrutturazione delle competizioni maschili e femminili che inizierà nel 2024. Il campionato sarà diviso in tre livelli (Premier, Championship e League2) con promozione e retrocessione tra i livelli.

## Formula
La stagione regolare della League1 Ontario inizia a maggio e finisce a ottobre, con partite di andata e ritorno, per un totale di 18 gare. Durante il campionato viene anche organizzata una coppa di lega, denominata "League1 Ontario Cup".

## Squadre partecipanti
| Squadra                    | Città           | Stadio                               | Esordio |
| -------------------------- | --------------- | ------------------------------------ | ------- |
| Alliance United            | Scarborough     | Centenial College                    | 2018    |
| Blue Devils                | Oakville        | Sheridan College Trafalgar           | 2015    |
| Burlington                 | Burlington      | Haber Centre                         | 2022    |
| BVB Waterloo               | Waterloo        | Warrior Field                        | 2021    |
| Darby                      | Whitby          | Whitby Soccer Centre                 | 2018    |
| Electric City              | Peterborough    | Fleming College Stadium              | 2022    |
| Guelph United              | Guelph          | Alumni Stadium                       | 2021    |
| Hamilton United            | Hamilton        | Ron Joyce Stadium                    | 2020    |
| FC London                  | London (Canada) | Portuguese Club of London            | 2016    |
| Master's FA                | Scarborough     | L'Amoreaux Park                      | 2014    |
| North Mississauga          | Mississauga     | Mississauga Field                    | 2016    |
| North Toronto              | Toronto         | Churchill Meadows                    | 2016    |
| Pickering                  | Pickering       | Pickering Soccer Centre/Kinsmen Park | 2014    |
| ProStars                   | Brampton        | Victoria Park Stadium                | 2015    |
| Scrosoppi                  | Milton          | Bishop Reding                        | 2021    |
| Sigma FC                   | Mississauga     | Mississauga Field                    | 2014    |
| Simcoe County Rovers       | Barrie          | J.C. Massie Field                    | 2022    |
| St. Catharines Roma Wolves | St. Catharines  | Roma Park - Under Armour Field       | 2021    |
| Unionville Milliken        | Markham         | Bill Crothers                        | 2018    |
| Vaughan Azzurri            | Vaughan         | North Maple Regional Park            | 2014    |
| Windsor TFC                | Amherstburg     | Libro Centre                         | 2014    |
| Woodbridge Strikers        | Vaughan         | Vaughan Grove                        | 2014    |

## Organizzazione
La League1 Ontario nasce con una serie di valori, obiettivi e norme volti a favorire l'obiettivo dichiarato della lega di migliorare lo sviluppo del calcio in Ontario e in Canada. Alcuni di questi regolamenti includono:
- Una licenza standard per tutti i club. La licenza standard comprende tecnica organizzativa e di struttura, e criteri finanziari.
- Ogni club può avere un massimo di tre giocatori non-canadesi.
- Una squadra deve avere almeno 8 giocatori U-23.
- Durante la partita devono giocare almeno 4 giocatori U-23.
- Possono esserci al massimo 5 sostituzioni a partita.